# Zeno Clash 2
Zeno Clash 2 — трёхмерная компьютерная игра, смесь файтинга, ролевой игры и шутера от первого лица, которую разрабатывает независимая компания ACE Team. Zeno Clash 2 является продолжением игры Zeno Clash и была анонсирована 19 мая 2009 года. Игра использует игровой движок Unreal Engine, тогда как в первой части был использован Source.

## Игровой процесс
Геймплей в этой игре подобен первой части игры. В Zeno Clash 2, игрок должен будет сражаться с различными существами, причём в кулачных боях или используя дополнительное оружие. В отличие от первой части, боеприпасы не бесконечны. По словам разработчиков в игру будут введены RPG-элементы, а также геймплей будет изменён в сторону нелинейного. Игрок будет иметь возможность улучшать свои навыки, а также путешествовать по открытому миру выполняя различные задания, или в поисках снаряжения и т. д. Так как боевая система является одним из важных элементов игры, разработчики уделят ей больше внимания и усовершенствуют, добавив новые комбо и улучшив анимацию.

## Сюжет
Действия игры разворачиваются в мире Зенозоик, где протагонистом является герой из первой части игры — Гэт. По словам разработчиков, действия будут продолжаться с момента окончания первой части игры. Будут введены новые персонажи, а также все основные персонажи из первой игры будут перенесены в Zeno Clash 2, а именно: Дэдра, Голем, Отец-Мать, Римат и др.
Отец-Мать находится в тюрьме, и похищенные дети отправляются на поиски своих настоящих родителей, но в мире Зенозоика вновь неспокойно. Никто не знает, почему Голем решил остаться, но его силы и знания неоспоримы. Гэт считает, что правила, которые навязывает Голем, в его доме недопустимы и хочет избавить мир от него. Римат объединяется с Гэтом чтобы помочь ему в этом, а заодно и вызволить Отца-Мать из темницы, чтобы их семья снова воссоединилась. По пути они собирают свою семью заново и отправляются в путешествие, чтобы изменить будущее Зенозоика.

## Разработка игры
19 мая 2009 года на официальном блоге разработчика состоялся анонс следующей игры Zeno Clash 2. Вместе с анонсом были опубликованы некоторые данные про будущую игру, а также планы и задачи, которые разработчики будут стараться осуществить в данной игре.
16 июня 2009 года журналисты игрового сайта Eurogamer опубликовали большое интервью одного из ведущих сотрудников компании ACE Team, Карлоса Бордо. В интервью Карлос рассказывал про особенности будущей игры, и про детали разработки первой части игры.
21 октября 2010 года журналист сайта Rock, Paper, Shotgun взял интервью у Андреса Бордо, в котором поднимался вопрос относительно Zeno Clash 2. Было заявлено, что игра находится на начальном этапе разработки, а также то, что она разрабатывается на движке Unreal Engine 3. С выходом первого трейлера Zeno clash на выставке компьютерных видеоигр E3, стало известно что она разрабатывается на движке Source engine.

## Отзывы и продажи
| Сводный рейтинг | Сводный рейтинг |
| Агрегатор       | Оценка          |
| --------------- | --------------- |
| GameRankings    | 62,72 %         |

Летом 2018 года, благодаря уязвимости в защите Steam Web API, стало известно, что точное количество пользователей сервиса Steam, которые играли в игру хотя бы один раз, составляет 146 186 человек.